# Sandia (Peru)
Sandia – miasto w Peru, w regionie Puno, stolica prowincji Sandia. W 2008 liczyło 3 478 mieszkańców.